# Teodor Nagurski
Teodor Nagurski (ur. 2 stycznia 1901 w Kiejdanach, zm. 24 sierpnia 1973 w Łodzi) – polski ekonomista i statystyk.

## Życiorys
Nagurski pochodził z rodziny szlacheckiej mieszkającej na Litwie. Urodził się w Kiejdanach jednak już w młodości opuścił strony rodzinne. W latach 1910–1919 uczył się w gimnazjum rządowym w Homlu, na terenie dzisiejszej Białorusi. Tam też należał do harcerstwa, a jednocześnie do Polskiej Organizacji Wojskowej (POW). W czasie wojny polsko-bolszewickiej służył w 1 Pułku Ułanów Krechowieckich. Po demobilizacji rozpoczął studia wyższe. W latach 1921–1924 studiował na Uniwersytecie Stefana Batorego w Wilnie (USB), gdzie uzyskał dyplom magistra praw. Później podjął studia w Wyższej szkole Handlowej w Antwerpii, którą ukończył w 1928 roku. W czasie studiów, w grudniu 1923 roku, razem z Wacławem Korabiewiczem, Wacławem Urbanowiczem i Alfredem Urbańskim założył Akademicki Klub Włóczęgów Wileńskich (AKWW), który stanowił zmodyfikowaną wersję organizacji, do której Nagurski należał w Homlu. Z kolei już po zakończeniu studiów w Wilnie, w październiku 1929, powołał organizację polityczną Klub Włóczęgów Seniorów.
Po powrocie do Wilna, w 1928 został kierownikiem Centralnego Biura Statystycznego przy Magistracie miasta Wilna. Pracując tam był inicjatorem i redaktorem wydawnictwa „Rocznik Statystyczny Wilna”, które publikował w latach 1930–1939. Od roku 1930 prowadził wykłady zlecone ze statystyki i skarbowości na USB oraz w Instytucie Nauk Handlowych i Ekonomicznych w Wilnie. Działalność dydaktyczną prowadził do 1939 roku. W roku 1934 (11 października) został wiceprezydentem Wilna i pozostawał na tym stanowisku, jako wiceburmistrz, także po zajęciu Wilna przez Litwinów w 1939 roku. Stanowisko stracił dopiero na początku stycznia 1940 roku.
Oprócz pracy zawodowej i działalności w Klubie Włóczęgów Seniorów, latach 1934–1939 był także prezesem Związku Popierania Turystyki w Wilnie, a także członkiem Polskiego Towarzystwa Statystycznego (PTS), w tym przewodniczącym Oddziału Wileńskiego w latach 1933–1939.
W okresie okupacji był członkiem ZWZ-AK na terytorium Litwy, dowodząc obwodem Szawle. Uczestniczył w walkach o Wilno w lipcu 1944 roku. Po aresztowaniu przez NKWD został wysłany do Workuty, gdzie pracował jako górnik w latach 1945–1947. Po zwolnieniu wrócił do Polski i od 1947 r. do 1948 r. był wykładowcą w Wyższej Szkole Handlowej we Wrocławiu.
Doktorat z zakresu nauk ekonomicznych uzyskał w 1951 na Wydziale Prawa Uniwersytetu Wrocławskiego na podstawie pracy: „Porty wschodniego Bałtyku w okresie międzywojennym”. Habilitację w zakresie statystyki ekonomicznej otrzymał w Szkole Głównej Planowania i Statystyki w Warszawie (SGPiS) w roku 1951. Dalszą działalność naukowo-dydaktyczną prowadził w Łodzi, głównie na tamtejszym uniwersytecie, a także Pracowni Demograficznej PAN w Łodzi. Był autorem wielu publikacji z zakresu statystyki i demografii.

## Rodzina
Żoną Teodora Nagurskiego była Helena Pogorzelska, organizatorka Przysposobienia Wojskowego Kobiet w Wilnie. Jego córką jest Ewa Nagurska, filmoznawca, do roku 2010 wykładowca Państwowej Wyższej Szkoły Filmowej, Telewizyjnej i Teatralnej im. Leona Schillera w Łodzi (PWSFTViT).

## Ordery i odznaczenia
- Złoty Krzyż Zasługi (16 marca 1934)[8]